# Lars-Eric Aaro
Lars-Eric Aaro (Vittangi, Suecia, 26 de junio de 1956) es un empresario sueco. En 2009, se convirtió en director general y CEO de LKAB, pero dejó el cargo el 15 de septiembre de 2015.

## Estudios
Aaro estudió en la Universidad Técnica de Luleå, donde más tarde, en 2007, fue nombrado doctor honoris causa en tecnología. En 1984, se convirtió en gerente de la mina de cobre Viscaria de LKAB.
Es ingeniero de la Universidad Técnica de Luleå. Lars-Eric fue director de ventas del Grupo ÅF  y forma parte de la Dirección del Grupo. Anteriormente fue presidente y director ejecutivo de LKAB y ha ocupado puestos de responsabilidad en Secoroc, Boliden y AssiDomän. Es miembro de la Academia de Ciencias de la Ingeniería (IVA) y tiene un doctorado honorario de la LTU.
En 2004, fue elegido miembro de la Academia de Ciencias de la Ingeniería. El 14 de julio de 2011, fue el anfitrión del programa de radio Sommar en Sveriges Radio P1.
Lars-Eric Aaro también es un gran patinador sobre hielo.